# ConnectR
СonnectR — бытовой робот, разработанный компанией iRobot, является устройством телеприсутствия. Он был создан на основе линейки роботов Roomba, робот-пылесос с расширенными функциями.

## Описание и техническое оснащение
Основные элементы устройства:
- микрофон
- 2 динамика
- видеокамера
- возможность подключения к Wi-Fi.

Управляется при помощи пульта, также оснащен инфракрасными датчиками для исключения столкновений с другими объектами. Аккумуляторы настроены на 12-часовую работу, после чего робот требует подзарядки. Прибор обладает функцией ночного видения.

## Использование
Основной упор на презентации робота был сделан на расширенные функции, которые не связаны с уборкой квартиры или дома. Используя код доступа, можно посредством Wi-Fi связаться с роботом и установить визуальный контакт с родными, проконтролировать, чем занимается ребёнок, в случае срабатывания сигнализации проверить, что происходит в доме. Из особенностей стоит отметить, что робот очень хорошо может видеть в тёмное время, а также слышать и передавать звук.  (недоступная ссылка)